# Mesochorus subfuscus
Mesochorus subfuscus är en stekelart som beskrevs av Schwenke 1999. Mesochorus subfuscus ingår i släktet Mesochorus och familjen brokparasitsteklar. Inga underarter finns listade i Catalogue of Life.